# Boudewijn Zenden
Boudewijn Zenden (* 15. August 1976 in Maastricht) ist ein ehemaliger niederländischer Fußballspieler und heutiger -trainer.

## Jugend
Zenden spielte in der Jugend für den Amateurverein Leonidas und wurde 1985 von MVV Maastricht angeworben. 1987 wechselte er an die Jugendakademie von PSV Eindhoven.
Neben dem Fußball war er auch im Judo aktiv. Seinen schwarzen Gürtel bekam er mit 14 Jahren und er war drei Mal Sieger in seiner Heimatprovinz Limburg. Mit 16 entschied er sich gegen Judo, um seine Fußballkarriere voranzutreiben.

## Vereinskarriere
1993 wechselte er in die Profimannschaft der PSV. Als linker Mittelfeldspieler ersetzte er 1996 Jan Wouters, da dieser den Verein verließ. Ab dieser Zeit war er Stammspieler im Verein. Zenden war ein wichtiger Bestandteil der Mannschaft bei dem Gewinn der Meisterschaft 1997. Im gleichen Jahr wurde er mit dem Preis „Niederländisches Talent des Jahres“ ausgezeichnet. Nach einer weiteren Saison, in der er zwölf Tore in 23 Spielen erzielte, wechselte er 1998 zum FC Barcelona.
Bei Barcelona war er Teil einer großen Anzahl von niederländischen Spielern unter Trainer Louis van Gaal. Da Marc Overmars auf seiner bisherigen Position spielte, stand Zenden meistens als linker offensiver Verteidiger auf dem Platz. Auf dieser Position war er sehr erfolgreich, so dass er den Stammplatz von Sergi Barjuán übernahm. Nachdem Louis van Gaal 2000 den Verein verlassen hatte, spielte er immer weniger für Barcelona.
Im Sommer 2001 wechselte er für 7,5 Millionen Pfund Sterling zum FC Chelsea. In den drei Jahren, die er für den Verein aus London spielte, schaffte er es nicht einen festen Stammplatz zu bekommen. In dieser Zeit hatte er einige Verletzungen.
Chelsea lieh Zenden zur Saison 2003/04 an den FC Middlesbrough aus. Hier hatte er als Spieler wieder Erfolg und erzielte sogar den Siegtreffer im Finale des League Cups gegen die Bolton Wanderers. Damit sicherte sich der Verein seinen ersten großen Titel. Sein Vertrag endete im Sommer 2004 beim FC Chelsea, so wechselte er ablösefrei zum FC Middlesbrough. Bei dem englischen Verein spielte er im offensiven Mittelfeld und stand bei 36 Ligaspielen auf dem Platz.
Im Sommer 2005 wechselte er zum FC Liverpool, nachdem sein Vertrag bei Middlesbrough ausgelaufen war. Dort spielt er wieder im linken Mittelfeld. Im Dezember 2005 verletzte er sich am Knie, so dass er den Rest der Saison nicht spielen konnte. Nach einer weiteren Knieoperation Ende November 2006 fiel er für weitere sechs Wochen aus, stand aber in der Endphase der Champions League wieder auf dem Platz. Er erzielte den ersten Elfmeter im Halbfinale gegen den FC Chelsea und stand im Champions-League-Finale gegen die AC Mailand auf dem Platz.
Am 24. Mai 2007 erklärte Rafael Benítez, Trainer des FC Liverpool, das der Vertrag mit Zenden nicht verlängert werde. Am 6. Juli unterschrieb Zenden für zwei Jahre bei Olympique Marseille.
Bei Marseille bekam er keinen Stammplatz mehr und stand in der Saison 2008/09 nur 13 mal auf dem Platz. Nach dem Ende der Saison 2008/09 war er vereinslos. Er erklärte er wolle seine Karriere in England beenden, nachdem die Blackburn Rovers und der FC Portsmouth Interesse zeigten. Ab Oktober 2009 stand er in Diensten des FC Sunderland.
Am 17. Mai 2010 wurde bekannt, dass Zenden seinen Vertrag um ein weiteres Jahr verlängert hat. Dieser Vertrag lief 2011 aus und wurde nicht verlängert, Zenden blieb vereinslos.
Im September 2012 hielt er sich beim deutschen Bundesligisten Bayer 04 Leverkusen fit, mit dessen Teamchef Sami Hyypiä er gemeinsam beim FC Liverpool im Kader gestanden hatte. Es kam jedoch nicht zu einer Verpflichtung.
Am 22. Oktober 2012 wurde er dann zum Co-Trainer des FC Chelsea ernannt.

## Nationalmannschaft
Zenden bestritt von 1997 bis 2004 54 Länderspiele für die niederländische Nationalmannschaft. Sein erstes Länderspiel machte er am 30. April 1997 im Rahmen der Qualifikation für die Fußball-Weltmeisterschaft 1998 gegen San Marino.
Mit der Nationalmannschaft nahm er an der Fußball-Weltmeisterschaft 1998 und den Fußball-Europameisterschaften 2000 und 2004 teil.
Seit September 2004 wurde er nicht mehr für die Nationalmannschaft nominiert und die Verletzung im Dezember 2005 machte alle Chancen zunichte, für die WM 2006 nominiert zu werden.

## Trainerkarriere
Zenden war vom 22. November 2012 bis zum 30. Juni 2013 Co-Trainer von Rafael Benítez beim FC Chelsea. Zuletzt betreute er die zweite Mannschaft des PSV Eindhoven vom 1. Juli 2013 bis zum 30. Juni 2014 ebenfalls in der Tätigkeit als Co-Trainer.